# Pastetten

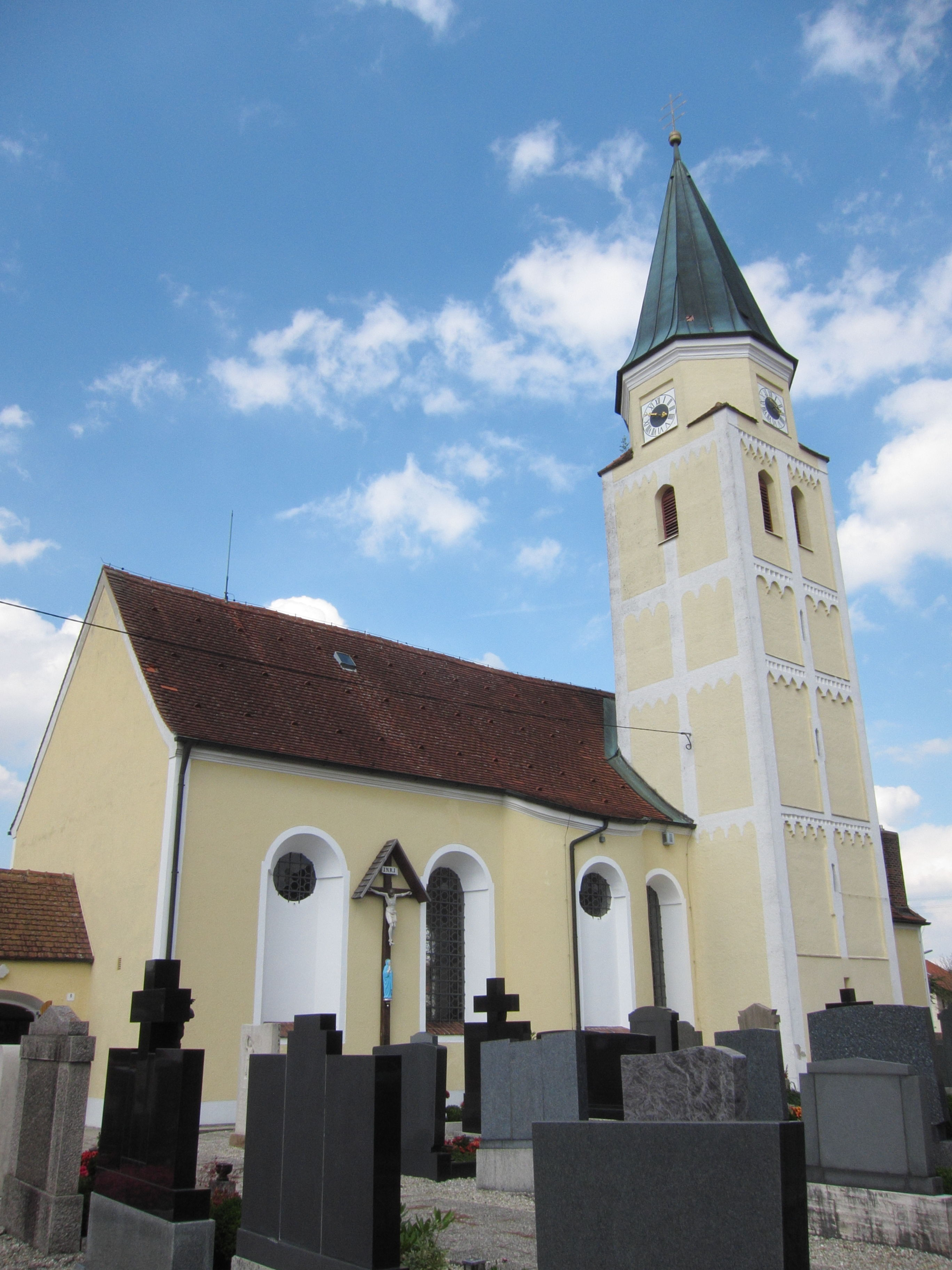
Pastetten, St.-Martin-Kirche

Pastetten (bairisch: Baschding) ist eine Gemeinde im Landkreis Erding (Regierungsbezirk Oberbayern). Die Gemeinde ist Mitglied der gleichnamigen Verwaltungsgemeinschaft.

## Geografie

### Lage
Das Gemeindegebiet erstreckt sich auf der hier auslaufenden Münchner Schotterebene, die weiter östlich in ein Wald- und Hügelland sowie weiter südlich in den Ebersberger Forst übergeht.

### Gemeindegliederung
Es gibt 15 Gemeindeteile (in Klammern ist der Siedlungstyp angegeben):
- Birkeln (Einöde)
- Dürnberg (Weiler)
- Erlbach (Weiler)
- Fendsbach (Anstalt)
- Harrain (Einöde)
- Harthofen (Kirchdorf)
- Katterloh (Einöde)
- Moosstetten (Weiler)
- Oberschwillach (Weiler)[4]
- Ötz (Weiler)
- Pastetten (Pfarrdorf)
- Poigenberg (Kirchdorf)
- Reithofen (Kirchdorf)
- Taing (Wallfahrtskirche)
- Zeilern (Dorf)

Es gibt nur die Gemarkung Pastetten.

## Geschichte

### Bis zur Gemeindegründung
Pastetten wurde erstmals 957 in einer Urkunde des Bischofs Abraham von Freising Pastetten als „Poustetin“ genannt. Seit Ende des 15. Jahrhunderts ist Pastetten als Hofmark im Besitz der adeligen Familie Preysing nachweisbar. 1682 verkaufen die Preysing die Hofmark Pastetten (mit der dazugehörenden Hofmark Kopfsburg) an das Hochstift Freising. Diese historischen Beziehungen wurden im Wappen durch den Mohrenkopf aus dem Freisinger Bistumswappen und durch die silberne Zinnenmauer aus dem Wappen der Preysing festgehalten. Die Hofmark wurde 1803 mit dem Hochstift Freising aufgehoben.

### Ab 1818
Im Zuge der Verwaltungsreformen in Bayern entstand mit dem Gemeindeedikt von 1818 die heutige Gemeinde. Der Pfarrsitz wurde 1854 von Poigenberg nach Pastetten transferiert.

### Einwohnerentwicklung
Gemäß Bayerischem Landesamt für Statistik  haben sich die Einwohnerzahlen jeweils zum 31. Dezember eines Jahres wie folgt entwickelt:
Seit 1972, dem Jahr der Gemeindereform, hat sich die Einwohnerzahl bis 2015 um 1172 Personen erhöht. Das entspricht einem Wachstum von 82,30 Prozent. In den letzten zehn (fünf) Jahren nahm die Einwohnerzahl um 7,18 (1,96) Prozent zu.
Zwischen 1988 und 2018 wuchs die Gemeinde von 1739 auf 2716 um 977 Einwohner bzw. um 56,2 %.
| Jahr | Einwohner |
| ---- | --------- |
| 1960 | 1178      |
| 1970 | 1346      |
| 1980 | 1708      |
| 1990 | 1836      |
| 1995 | 2062      |
| 2000 | 2255      |
| 2005 | 2393      |

| Jahr | Einwohner |
| ---- | --------- |
| 2006 | 2422      |
| 2007 | 2439      |
| 2008 | 2420      |
| 2009 | 2453      |
| 2010 | 2478      |
| 2011 | 2546      |
| 2012 | 2529      |

| Jahr | Einwohner |
| ---- | --------- |
| 2013 | 2571      |
| 2014 | 2571      |
| 2015 | 2596      |
| 2016 | 2616      |
| 2020 | 2781      |

## Politik

### Gemeinderat
Die Gemeinderatswahl 2020 ergab folgende Stimmenanteile und Sitzverteilung:
| Partei/Liste                       | %     | Sitze |
| ---------------------------------- | ----- | ----- |
| CSU                                | 15,76 | 2     |
| Grüne                              | 13,01 | 2     |
| Freie Wählergemeinschaft Einigkeit | 47,61 | 7     |
| Wählergruppe Reithofen-Harthofen   | 13,96 | 2     |
| Bürgernahe Interessen Gemeinschaft | 09,65 | 1     |
| Gesamt                             | 100,0 | 14    |

### Bürgermeister
Erster Bürgermeister ist Peter Deischl (Freie Wählergemeinschaft Einigkeit). Dieser wurde im Jahr 2020 Nachfolger von Cornelia Vogelfänger (CSU).

### Wappen und Flagge
| Wappen von Pastetten | Blasonierung: „Geteilt von Gold und Rot; oben ein rot gekrönter Mohrenkopf, unten eine silberne Zinnenmauer.“ |
| Wappen von Pastetten | Wappenführung seit 17. Oktober 1983                                                                           |

Neben dem Wappen führt die Gemeinde eine Flagge in den Farben Weiß-Rot.

## Kultur und Sehenswürdigkeiten

### Baudenkmäler

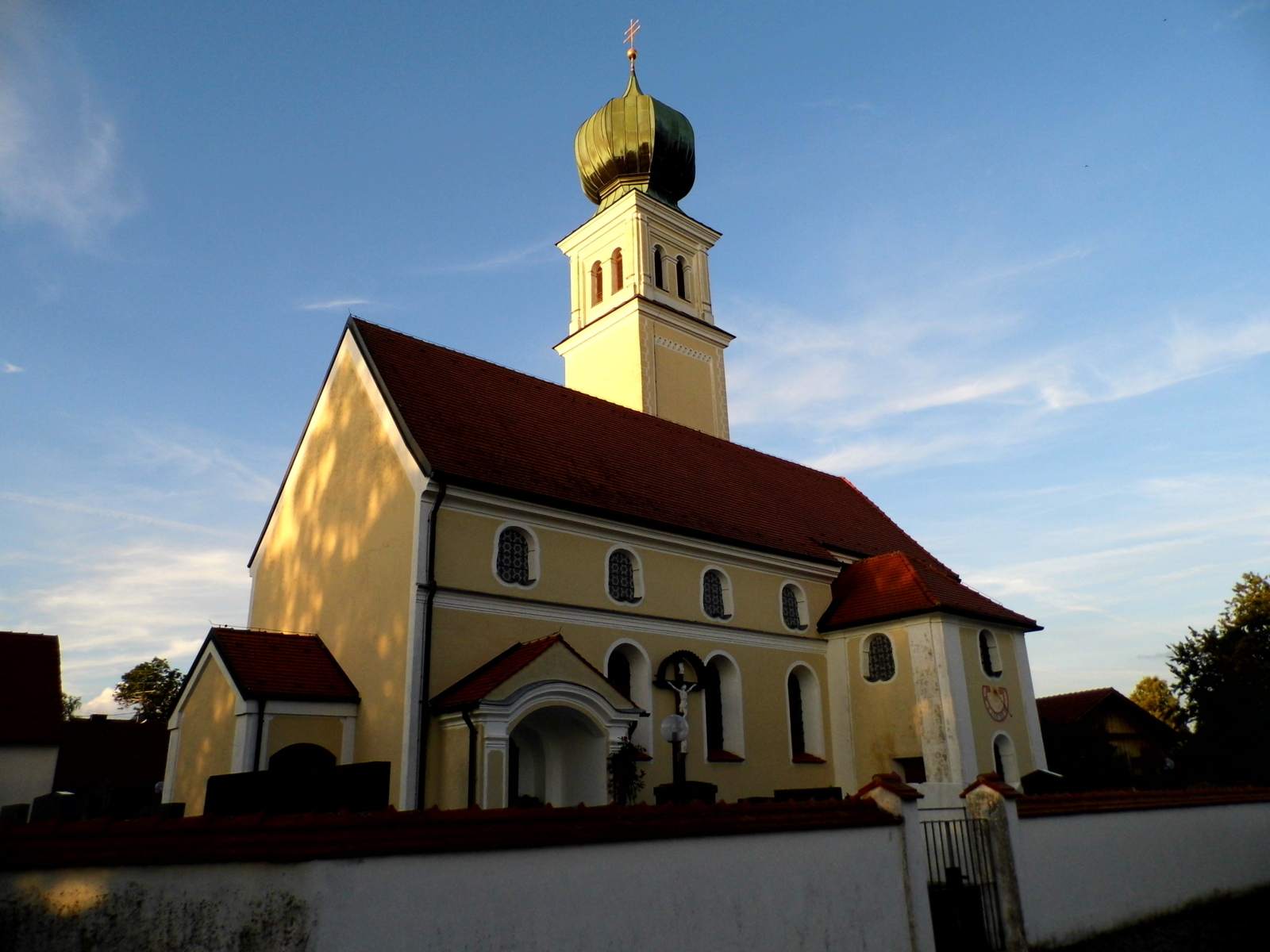
Pastetten, Ortsteil Taing, kath. Filial- u. Wallfahrtskirche St. Ottilia (2014)

- Harthofen: katholische Filialkirche St. Sylvester, 1766 von Johann Baptist Lethner
- Pastetten: katholische Pfarrkirche St. Martin, spätgotischer Bau, mehrfach verändert, barockisiert
- Taing: katholische Filial- und Wallfahrtskirche St. Ottilia, spätgotischer Kern, um 1730/50 umgebaut von Johann Baptist Lethner
- Katholische Kirche St. Nikolaus in Poigenberg

### Regelmäßige Veranstaltungen
- Die Winterjam in Pastetten findet seit 2002 jedes Jahr im Januar an zwei Tagen  im Bauhof Pastetten statt[9]
- Die KLB Pastetten veranstaltet jedes Jahr einen Hoagardn im Oktober[10]

## Wirtschaft und Infrastruktur

### Finanzen
Die Gemeindesteuereinnahmen betrugen im Jahr 2021 umgerechnet 3051 T€, davon betrugen die Gewerbesteuereinnahmen (netto) umgerechnet 536 T€.

### Wirtschaft einschließlich Land- und Forstwirtschaft
Es gab im Jahr 2021 nach der amtlichen Statistik im produzierenden Gewerbe 154 sozialversicherungspflichtig Beschäftigte am Arbeitsort. In sonstigen Wirtschaftsbereichen waren am Arbeitsort 447 Personen sozialversicherungspflichtig beschäftigt. Sozialversicherungspflichtig Beschäftigte am Wohnort gab es insgesamt 1347. Im verarbeitenden Gewerbe gab es keine, im Bauhauptgewerbe drei Betriebe. Zudem bestanden im Jahr 2020 52 landwirtschaftliche Betriebe mit einer landwirtschaftlich genutzten Fläche von 1668 ha, davon waren 1315 ha Ackerfläche.

### Verkehr

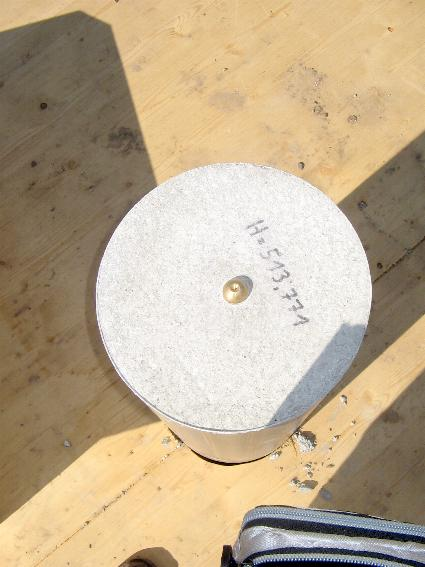
Grundstein der Autobahn A 94

Pastetten liegt in der Region München etwa 14 km südlich der Kreisstadt Erding, 20 km südwestlich von Dorfen, 17 km nördlich von Ebersberg und 32 km östlich von der Landeshauptstadt München entfernt.
Die nächstgelegenen Bahnhöfe befinden sich im jeweils sechs Kilometer entfernten Hörlkofen und Markt Schwaben, von dem eine Anbindung mit der S-Bahn München an die Landeshauptstadt gewährleistet ist.
Ebenfalls im Gemeindebereich liegt der Schnittpunkt der beiden Staatsstraßen 2332 und 2331. An letztgenannter liegt mit der Anschlussstelle 13 (Pastetten) auch die am 31. August 2011 eröffnete und nordwestlich am Ort vorbeiführende Autobahn A 94. Die Planung und der Baubeginn verzögerte sich über 20 Jahre, durch viele Bürgerproteste innerhalb der Gemeinde Pastetten.

### Bildung
Im Jahr 2022 gab es folgende Einrichtungen:
- 2 Kindertageseinrichtungen: 149 Betreuungsplätze, 125 Kinder
- 1 Volksschule: neun Lehrkräfte, 169 Schülerinnen und Schüler